# ДС-У2-МГ
ДС-У2-МГ (- Магнитный) — тип советских научно-исследовательских космических аппаратов разработанных в ОКБ-586 (ныне КБ «Южное») и предназначенных для проведение абсолютной магнитной съёмки магнитного поля Земли с использованием магнитометра, работающего на принципах оптической накачки.

## История создания
В декабре 1959 года создается Межведомственный научно-технический совет по космическим исследованиям при Академии Наук СССР во главе с академиком М. В. Келдышем, на который возлагается разработка тематических планов по созданию космических аппаратов, выдача основных тематических заданий, научно-техническая координация работ по исследованию и освоению верхних слоев атмосферы и космического пространства, подготовка вопросов организации международного сотрудничества в космических исследованиях.
Членом Президиума Межведомственного научно-технического совета по космическим исследованиям утверждается М. К. Янгель. В области прикладных задач проведения подобных работ было поручено НИИ-4 Министерства обороны СССР.
В 1962 году в программу второй очереди пусков ракеты-носителя «63С1», были включены космические аппараты «ДС-А1», «ДС-П1», «ДС-МТ» и «ДС-МГ».
Положительные результаты первых работ, подтвердившие перспективность дистанционных методов решения научных и прикладных задач, стимулировали огромный поток заявок на разработки новых научно-исследовательских космических аппаратов с различной целевой аппаратурой на борту.
После проведения поисковых проектных работ по разработки новой модификации исследовательских спутников стало очевидно, что в связи с многообразием исследовательских задач и различиями между требованиями к новой серии, разработать аппарат одного типа было практически невозможно.
В 1963 году было принято решение о создании трёх модификаций унифицированной спутниковой платформы:
- ДС-У1 — неориентированный в пространстве космический аппарат с химическими источниками энергии;
- ДС-У2 — неориентированный в пространстве космический аппарат с солнечными батареями, в качестве источника энергии;
- ДС-У3 — ориентированный на Солнце космический аппарат с солнечными батареями, в качестве источника энергии.

Малые космические спутниковые платформы стали инструментальной базой для организации международного сотрудничества в области исследования космического пространства по программе «Интеркосмос».

## Особенности конструкции

### Корпус
Основным узлом каждой модификации унифицированной платформы является герметичный корпус, выполненный из специального алюминиевого сплава — АМг-6, что было продиктовано необходимостью обеспечения определенных климатических условий в середини корпуса аппарата. Цилиндрический корпус длиной 1,46 м и диаметром 0,8 м условно разделен на три отсека:
- отсек научной аппаратуры;
- отсек комплекса основных и вспомогательных систем;
- отсек электроснабжения.

### Солнечные батареи
Солнечная батарея общей площадью 5 м2 представляет собой восьмигранную призму с четырьмя поворотными панелями. Основанием солнечной батареи является штампованный каркас, выполненный из комбинации алюминиевых и магнитных сплавов.
На гранях и торцевых поверхностях каркаса устанавливаются стационарные панели солнечной батареи. Четыре поворотные панели прикреплены к каркасу с помощью поворотных механизмов.
В транспортном положении поворотные панели солнечной батареи закреплены на каркасе в свернутом положении. Открепление и установка солнечных панелей происходит во время отделения космического аппарата от ракеты-носителя.
На всех модификациях спутниковых платформ «ДС-У2» и «ДС-У3» применялись фотоэлектрические системы электроснабжения с солнечными батареями кремниевых фотопреобразователей и электрохимическими батареями серебряно-цинковых аккумуляторов, работающих в буферных зарядно — рязрядных режимах.

### Бортовой аппаратный комплекс
Бортовой аппаратный комплекс космического аппарата типа «ДС-У2-МГ» предназначается для командно-информационного, энергетического, климатического и сервисного обеспечения функционирования аппаратуры целевого назначения космического аппарата.
В состав радиотехнического комплекса входит:
- «БРКЛ-Б» — аппаратура командной радиолинии связи, представляет собой узкополосный приемник-дешифратор переданных с Земли сигналов для преобразования их в команды немедленного исполнения;
- «Краб» — аппаратура радиоконтроля орбиты и телесигнализации представляет собой передатчик высокостабильного двухчастотного когерентного сигнала излучения, который используется наземной станцией для

определения орбитальной скорости космического аппарата, а также для передачи информации с датчиков телеметрии;
- «Трал-П2» — аппаратура телеконтроля с запоминающим устройством «ЗУ-2С».

В состав научной аппаратуры входит:
- «КМЦ-1» — квантовый цезиевый магнитометр;
- «Маяк-03» — радиопередатчик.[8]

## Предназначение платформы
Спутниковая платформа космических аппаратов типа «ДС-У2-МГ» была предназначена для проведения следующих научных экспериментов:
- получение данных о пространственном распределении напряженности магнитного поля Земли;
- уточнение гауссовских коэффициентов магнитного потенциала поля путём сопоставления измеряемых значений поля с вычисленными при различных вариантах аналитического представления;
- исследование временных изменений геомагнитного поля на высотах полёта космических аппаратов в магнитоактивные периоды;
- выяснение возможности использования магнитометров с оптической накачкой как служебной системы контроля за ядерными взрывами в космическом пространстве;
- проведение экспериментов по исследованию атмосферы Земли.

Заказчиком и постановщиком данного научного эксперимента был Институт земного магнетизма, ионосферы и распространения радиоволн АН СССР (ныне - ИЗМИРАН).

## Эксплуатация
На базе платформы «ДС-У2-МГ» были разработаны и запущены со стартовой площадки космодрома «Капустин Яр» два космических аппарата серии «Космос» — «Космос-321» и «Космос-356».

## Результаты экспериментов
Магнитометр «КМЦ-1», установленный на данном космическом аппарате, позволял выполнять измерения каждые две секунды.
Было проведено глобальное измерение магнитного поля Земли в широтном поясе ±82°, что дало возможность получить распределение магнитного поля больше, чем на 94% поверхности Земли.
Сравнение данных измерений космических аппаратов данной серии с аппаратами предыдущей серии «ДС-МГ» («Космос-26» и «Космос-49») позволило с высокой точностью определить вековые изменения магнитного поля по всей поверхности Земли.
Также следует заметить, что с помощью аппаратов данной серии был впервые в истории измерен эффект экваториальной токовой струи, существующий в плоскости магнитного экватора на дневной стороне.
Также были получены сведения по механизмам магнитных бурь в полярных областях. С помощью научной аппаратуры удалось уточнить топологию магнитоактивных зон в полярных широтах.
Эксперименты, выполненные в космическом пространстве космическими аппаратами типа «ДС-У2-МГ» позволили определить степень соответствия реальной картины магнитосферы Земли теоретическим моделям, созданным на основе наблюдений с поверхности Земли в течений столетий.